# Smilec (obwód Pazardżik)
Smilec (bułg. Смилец) – wieś w południowo-środkowej Bułgarii, w obwodzie Pazardżik, w gminie Strełcza. Według danych Narodowego Instytutu Statystycznego, 31 grudnia 2012 roku wieś liczyła 247 mieszkańców.

## Urodzeni w Smilcu
- Marko Daskałow – profesor
- Iwan Dinkow – pisarz
- Iwan Garełow – dziennikarz
- Iwan Ranczew – profesor
- Dinczo Welew – generał